# Cubophis caymanus
Cubophis caymanus là một loài rắn trong họ Rắn nước. Loài này được Garman mô tả khoa học đầu tiên năm 1887.